# Svarthalsad värnfågel
Svarthalsad värnfågel (Chauna chavaria) är en fågel i den lilla sydamerikanska familjen värnfåglar, nära släkt med änderna. Den förekommer endast i norra Colombia och nordvästra Venezuela. 

## Utseende och läten
Svarthalsad värnfågel är en mycket stor (76–91 cm) och kraftig gåsliknande påfågel utan simhud mellan tårna. Huvudteckningen är distinkt, med grå hjässa och en spretig tofs. Breda vita band syns tvärs över strupen och sidan av ansiktet. Halsen är svart. Fjäderdräkten i övrigt är mindre kontrastrik med grå ovansida och mörkt grönglänsande undersida. På vingknogen syns vassa sporrar. Värnfåglar är en av fårgelvärldens mest högljudda fåglar, med kraftfullt trumpetande "klerr-a-ruk, cherio".

## Utbredning och systematik
Fågeln förekommer i norra Colombia och nordvästra Venezuela. Den behandlas som monotypisk, det vill säga att den inte delas in i några underarter.

## Levnadssätt
Svarthalsad värnfågel hittas i låglänta våtmarker, träsk, laguner, översvämningsmarker och utmed långsamt flytande floder, ofta i skogsbelägna områden. Den är strikt vegetarian. Boet består av en stor hög med växtlighet som byggs upp från vattnet. Den lägger två till sju ägg från oktober till november.

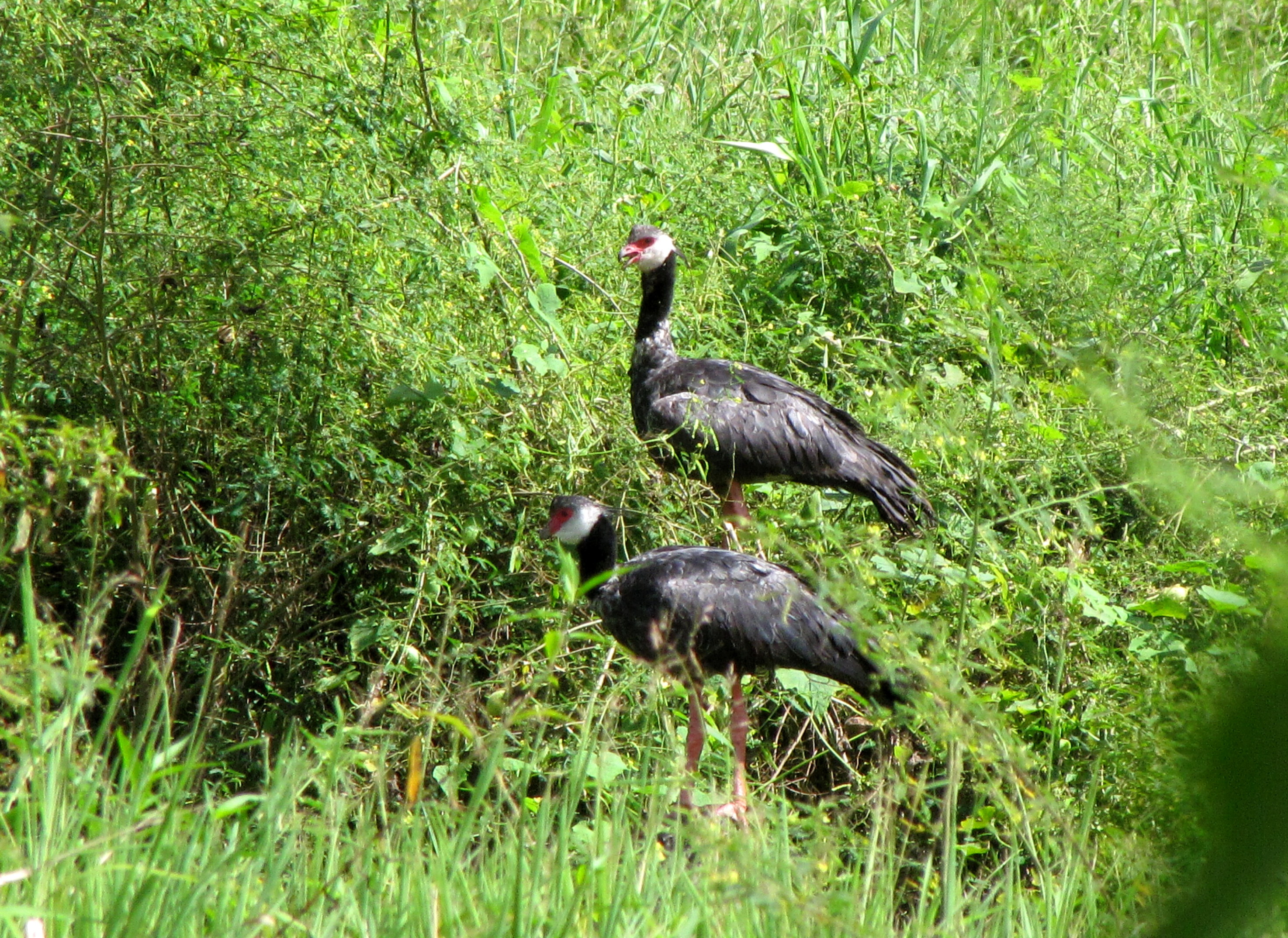

## Status
Arten har ett stort utbredningsområde och beståndet anses vara stabilt. Internationella naturvårdsunionen IUCN listar den därför som livskraftig (LC). Populationen uppskattas bestå av mellan 60 000 och 130 000 vuxna individer.